# Вера-Эскӧм
Вера-Эскӧм — российская православная газета, позиционирующая себя как христианская православная газета Севера России: Архангельской, Кировской, Вологодской областей, Санкт-Петербурга, Коми и Карелии. Слово «Эском» означает «вера» на языке коми.

## История
Газета была учреждена в ноябре 1990 года государственным газетно-журнальным издательством «Периодика», которое в силу действовавшего тогда законодательства являлось учредителем всех районных и части республиканских газет, и Благочинным округом по Коми АССР Архангельской и Мурманской епархии Русской православной церкви. Исполнял обязанности главного редактора руководитель «Периодики» Владимир Домашкин. По словам Игоря Иванова, будущего главного редактора издания, государство в то время «пока не знало, каким оно хочет само стать, чего ждёт от общества. Много было сделано неверных движений, а много странных и неожиданных <…> Одним из таких неожиданных поступков стало создание у нас в Коми республике религиозной газеты. По-видимому, была идея как-то развивать и может быть контролировать эту сферу жизни». Первый номер газеты «Вера» (на языке коми — «Эском») вышел 4 января 1991 года. Газета выходила с подзаголовком: «Общественная, духовная, рекламно-информационная газета». Как отмечал Игорь Иванов, учредители газеты первоначально не знали, чем её наполнить: «Единственное, что могли предложить — печатать похоронные объявления и этим… зарабатывать. Пару месяцев газета просуществовала таким вот странным образом, и стало понятно, что нужно всё-таки найти людей, которым религиозная тематика интересна, которые смогут <…> писать на духовные темы».
С шестого выпуска газету по благословению архимандрита Кирилла (Павлова) возглавил главный редактор Игорь Иванов, прежде работавший заведующим отделом республиканской газеты «Молодёжь Севера», а сама газета стала позиционировать себя как «Республиканский христианский еженедельник», однако из-за экономических проблем того времени выпускать газету еженедельно не удалось, её начали выпускать раз в две недели. По поводу двойного названия Михаил Сизов отметил: «Поначалу у нас даже молитвы на коми печатались, мы поддерживаем тех священников, которые читают проповеди на коми. Мы с сердцем относились к тому, что делал Святитель Стефан Пермский».
В 1992 году было ликвидировано издательство «Периодика» и вместе с ним прекратилась государственная поддержка газеты. В первом номере за 1993 год редакция, обращаясь к читателям, писала: «Оба прошедших года были трудными для нас, как и для всей страны. За какой-то месяц истаяли деньги, полученные редакцией за подписку. В непростом финансовом положении оказалась Церковь — наш учредитель, и отказалась от финансирования газеты. Нам помогли благотворители. Мы благодарны им. В обступившем холоде рынка и сами мы экономили „тепло“ во всём: работали неполным штатом, получали свои самые низкие среди журналистов республики оклады и с месячными, и с двухмесячными задержками, отказались от многих командировок, — и всё же вынуждены были сократить периодичность. Порой, беря в руки свежий номер „Веры“, мы удивлялись тому, что газета вообще вышла». В феврале 1993 года, начиная с номера 83—84, в связи с резким падением тиражей газета стала печататься в Сыктывкаре офсетным способом. Изменилось оформление газеты, она выходила, как правило, сдвоенными номерами тиражом около трёх тысяч экземпляров. В октябре 1994 года газета выходила на 16 страницах формата А4 каждые две недели (всего 26 выпусков в год). Включение индекса «Веры» в местные каталоги регионов Севера позволила значительно удешевить подписку.
В результате с февраля 1995 года издание провозгласила себя «Христианской газетой Севера России». «Выход газеты за границы Республики Коми… обусловлен рядом факторов. Во-первых, тем, что газета информирует читателей о главных событиях в жизни Православной Церкви не только своего региона, но и России, даёт подробные новости со всего Севера. Во-вторых, рассказывает не только о церковных праздниках и традициях, но и публикует материалы на темы современной науки, образования, медицины, отвечает на вопросы духовной жизни». Изменилось и содержимое газеты — от катехизации газета перешла к более глубокому рассказу о православии.
В 1996—1998 годах сформировался творческий коллектив газеты, который на протяжении двух десятилтий остался неизменным: Игорь Иванов (редактор), Михаил Сизов (заместитель редактора), Евгений Суворов (корреспондент), Владимир Григорян (корреспондент), Елена Григорян (художник-корреспондент). Как отмечалось в журнале «Русский дом» в 2004 году, «тут самое важное — отношения, уверенность друг в друге. Это, пожалуй, самое ценное и самое православное в этой истории». Как главный редактор газеты Игорь Иванов отмечал в 2005 году, «много народу прошло через нашу редакцию, некоторые стали священниками, другие чем только ни занимаются после того, как поработали у нас. Кто-то стал профессиональным журналистом, но у нас не прибавилось ни одного творческого сотрудника. Мы держимся благодаря тому костяку, который был создан в начале 90-х. Видимо, в других условиях, например, сейчас его бы не удалось создать. Мы друг другу помогаем, у нас очень хороший коллектив <…> мы сумели выработать за эти годы уважение друг к другу. Люди все разные, тем более, что со временем мы стареем, ещё больше прилипают какие-то не самые приятные особенности характера, становимся не такими гибкими. Но при всем этом есть уважение каждого друг к другу — уважение и творческое, и личное».
2 декабря 2003 году газета стала победителем Всероссийского конкурса среди региональных СМИ на освещение агропромышленной темы за подборку публикаций о возрождении садов Валаама и огородничества в Кылтовском женском монастыре. После 2003 года редакция прекратила участие в конкурсах.
С 2012 года газета выпускалась частично в полноцветном исполнении. В том же году журналистка Ксения Лученко выделила данную газету на фоне других православных региональных изданий, отмечая отсутствие официозности и что издание «почти целиком состоит из очерков о жизни Русского Севера — о людях, храмах, краеведческих изысканиях. Все тексты — литературные, с авторской интонацией, как будто и нет в мире никакого „официоза“, форматов, трендов <…>. Конечно, качество этих текстов неровное, но удивительно, что даже в рассказах об официальных общецерковных событиях редакция „Веры“ умудряется найти заход „через человека“».

## Сотрудники
согласно официальному сайт газеты
- Игорь Иванов — руководитель и главный редактор,
- Владимир Григорян — заместитель главного редактора,
- Михаил Сизов — корреспондент,
- Елена Григорян — художник-корреспондент.